# Joe Meek
Joe Meek (Robert George Meek), né le 5 avril 1929 à Newent, Gloucestershire (Royaume-Uni) et mort à Islington à Londres le 3 février 1967, fut un pionnier parmi les producteurs britanniques de musique et un auteur compositeur reconnu comme l'un des premiers producteurs indépendants au monde.
Sa production la plus célèbre est Telstar, enregistré en 1962 avec les Tornados, instrumental qui a été le premier morceau pop-rock britannique à atteindre la 1re place au Billboard Hot 100. Son concept-album I Hear a New World est considéré comme un tournant dans la musique moderne pour son utilisation de sons électroniques. Malgré ses talents de producteur et le succès commercial, Meek sombra peu à peu dans la dépression et accumula les dettes. Il s'est suicidé le 3 février 1967, à l'âge de 37 ans, huit ans jour pour jour après la mort de son idole Buddy Holly.

## Débuts
Un passage dans la Royal Air Force comme opérateur radar lui fit découvrir l'électronique et éveilla son intérêt pour l'espace. À partir de 1953 il travailla chez le producteur d'électricité Midlands Electricity Board, dans un contexte technique qui lui permit de développer ses compétences en électronique et dans ses applications à l'enregistrement musical. Il produisit dès cette époque son premier disque.

## Londres 1954-1959
Il entra ensuite comme ingénieur du son dans une compagnie de production indépendante qui enregistrait des programmes pour Radio Luxembourg, et débuta avec un travail sur Music for Lonely Lovers de Ivy Benson. Son ingéniosité technique fut exploitée pour la première fois sur un morceau jazz de Humphrey Lyttelton, Bad Penny Blues (Parlophone, 1956), dont il traita le son de piano avec un taux de compression supérieur à ce qui était habituel (et à ce que souhaitait l'artiste). Mais le disque fut un succès. Par la suite Meek travailla au studio Landsdowne de Denis Preston, mais les tensions entre les deux hommes contraignirent Meek à partir.

## Carrière dans la production musicale
Bien que ne connaissant pas la notation musicale et ne jouant d'aucun instrument conventionnel, il se montra capable de composer et produire avec une aisance remarquable des enregistrements à succès. Pour composer, il était tributaire de musiciens comme Dave Adams, Geoff Goddard ou Charles Blackwell qui transcrivaient les mélodies et thèmes qu'il leur communiquait vocalement. Il réalisa 245 chansons ou instrumentaux, dont 45 connurent un réel succès commercial (classement au top 50 ou mieux). Pour y parvenir il fit preuve d'une grande ingéniosité dans l'utilisation du studio d'enregistrement et des appareils qu'il avait à disposition. Ses productions portaient ainsi sa marque de fabrique.

### Triumph Records
En janvier 1960, avec William Barrington-Coupe, Meek fonda Triumph Records. Le label obtint très tôt une première place dans les classements avec Angela Jones de Michael Cox, une production de Meek. Cox étant l'un des chanteurs vedettes de l'émission télévisée Boy Meets Girls, sa chanson bénéficia d'une campagne de promotion massive. Malheureusement, Triumph, en tant que label indépendant, se trouva à la merci des petites usines de pressage, qui ne fabriquaient pas suffisamment de disques pour répondre à la demande. La chanson fit une apparition respectable dans le Top 10, mais il s'avéra évident que Meek avait besoin de grands distributeurs pour diffuser ses disques. Malgré un intéressant catalogue de productions signées Meek, sa mauvaise gestion des affaires conduisirent finalement à la disparition du label. Il céda plus tard beaucoup d'enregistrements Triumph à des labels tels que le Top Rank et Pye.
En cette même année 1960, Meek conçut, composa et produisit le concept-album I Hear A New World - An Outer Space Music Fantasy, enregistré avec Rod Freeman & The Blue Men, et qui contient de nombreuses pistes de sons électroniques inouïs. En dehors de quelques morceaux, l'album fut ignoré pendant des décennies.

### 304 Holloway Road
Meek créa enfin sa propre société de production, RGM Sound Ltd (plus tard Meeksville Sound Ltd), avec le soutien financier de l'importateur de jouets Major. Il installa son bientôt légendaire studio du 304 Holloway Road à Islington sur trois étages situés au-dessus d'un magasin d'articles de cuir. Lorsque ses propriétaires, qui vivaient au-dessous du studio, ne supportaient plus le bruit, ils tapaient avec un manche à balai au plafond. Joe marquait alors son mépris en plaçant les haut-parleurs dans la cage d'escalier avant d'augmenter le volume.
Son premier succès produit à Holloway Road fut numéro un des classements au Royaume-Uni : Johnny Remember Me (1961) de John Leyton. Cette mémorable « chansonnette mortelle » fut habilement promue par le manager de Leyton, l'entrepreneur australien Robert Stigwood. Stigwood réussit à obtenir que Leyton la chante dans plusieurs épisodes du feuilleton télévisé populaire Harpers West One, dans lequel il était invité à faire une série d'apparitions.
Le succès des enregistrements de Leyton fut un facteur déterminant de la reconnaissance de Stigwood et Meek comme étant deux des premiers producteurs indépendants de Grande-Bretagne.
Le troisième titre de Meek à obtenir la 1re place des classements britanniques fut Have I The Right des Honeycombs, en 1964, qui atteignit également la 5e place du classement américain Billboard mais fut son dernier grand succès.
Le morceau le plus marquant de la carrière de Meek restera Telstar, produit en 1962 pour le groupe The Tornados, avec sa mélodie inspirée et particulièrement mise en valeur par le son électronique du Clavioline.

## Mort
Meek était obsédé par l'occulte et l'idée de l'au-delà. Il aurait tenté en vain de capter des voix d'outre-tombe en plaçant des enregistreurs à bande dans des cimetières. Ayant enregistré le miaulement d'un chat, il affirma que c'était une voix humaine demandant de l'aide. Il était particulièrement obsédé par Buddy Holly (il disait communiquer avec lui dans ses rêves) et par d'autres rockers décédés.
Son homosexualité — mal acceptée alors au Royaume-Uni — lui posa nombre de problèmes. Il fut inculpé pour racolage en 1963 et reçut par la suite des lettres de menaces. En janvier 1967, la police de Tattingstone dans le Suffolk, découvrit une valise contenant le corps mutilé de Bernard Oliver, un prétendu rent boy qui avait auparavant été l'associé de Meek. Meek se rendit compte qu'il était considéré comme le principal suspect lorsque la police de Londres déclara que tous les homosexuels connus de la ville seraient interrogés.
Ses efforts professionnels étaient souvent entravés par sa paranoïa (Meek était convaincu que Decca Records cachait des micros derrière le papier peint afin de lui voler ses idées), sa consommation de drogues, ses crises de colère et ses dépressions. Lorsqu'il reçut un appel de Phil Spector, Meek l'accusa immédiatement de lui voler ses idées avant de raccrocher rageusement.
Durant cette période, le succès de ses disques diminua et pendant que sa situation financière devenait de plus en plus précaire, sa dépression s'aggravait.
Le 3 février 1967, exactement huit ans après la mort de Buddy Holly, Meek tua Violet Shenton, sa propriétaire, puis se suicida chez lui, à Holloway Road, avec le fusil de chasse de son protégé Heinz Burt (ancien bassiste des Tornados reconverti en chanteur vedette). Auparavant, Meek avait confisqué le fusil de Burt après qu'on lui eut rapporté que celui-ci avait l'habitude de s'en servir pour tirer sur des oiseaux en tournée.

## L'héritage de Meek
Joe Meek fut le premier à utiliser de nombreuses fonctionnalités du studio d'enregistrement comme le re-recording multiple (sur des tables de mixage à deux ou trois pistes), la distorsion, le [close miking], la saisie directe de la guitare basse, la compression. Il expérimenta avec les effets sonores comme l'écho et la réverbération, la manipulation de sonorités concrètes (bien avant l'avènement de l'échantillonnage), tout en faisant usage d'instruments électroniques précurseurs du synthétiseur tel que le Clavioline.
Contrairement aux autres producteurs de l'époque, il considérait qu'avoir le son juste était aussi important, voire plus, qu'une mélodie accrocheuse, et tout au long de sa carrière, il s'attacha à affirmer une identité sonore particulière pour tous les enregistrements qu'il produisait.
À une époque où les moyens techniques étaient très limités et beaucoup des ingénieurs qui étaient en studio portaient encore des blouses blanches en tentant assidument de rendre un son clair et fidèle, Meek, le franc-tireur, produisant tout sur les trois étages de son "studio-appartement" n'eut jamais peur de fausser, de distordre ou de manipuler le son pour obtenir l'effet qu'il cherchait. Pour Johnny Remember Me il plaça les violonistes dans l'escalier, le batteur presque dans la salle de bain, et les cuivres à un autre étage. Meek fut l'un des premiers producteurs à saisir et à exploiter pleinement les possibilités du studio d'enregistrement moderne.
Ses techniques innovantes - séparer physiquement les sources sonores, traiter des instruments et les voix avec écho et réverbération, élaborer des sons grâce à son appareillage électronique fait maison, regrouper des segments enregistrés séparément dans un morceau composite laborieusement construit - constituèrent une importante percée dans le domaine de la production musicale. Auparavant, la technique utilisée pour les enregistrements pop, jazz ou classique était invariablement la même : on enregistrait en temps réel tous les musiciens jouant ensemble dans un studio, une habitude due au fait qu'avant la bande magnétique, les morceaux étaient directement gravés sur le disque.
Le style de Meek était sensiblement différent de celui de son contemporain Phil Spector, qui avait l'habitude de créer son fameux "mur de son" en faisant des enregistrements live de grands ensembles comprenant guitares, basses, pianos, pour accompagner ses chanteurs.

## Artistes enregistrés par Meek
Meek ne saisit pas les occasions de travailler avec David Bowie, les Beatles (« encore une bruyante copie de la musique des autres ») et Rod Stewart. John Repsch, dans The Legendary Joe Meek raconte que lorsqu'il entendit Rod Stewart chanter, Meek se précipita dans le studio, se boucha les oreilles et cria jusqu'à ce que Stewart parte. Il préféra enregistrer des instrumentaux avec le groupe dans lequel Stewart chantait, les Moontrekkers.
En 1963 Meek travailla avec Tom Jones, qui était à cette époque la voix de Tommy Scott & The Senators. Meek enregistra sept morceaux avec Jones et les porta chez différents labels avec l'intention de sortir un disque, sans succès. Deux ans plus tard, après que Jones ait gagné en popularité avec It's Not Unusual en 1965, Meek put vendre les bandes qu'il avait enregistrées avec lui.
Joe Meek a également enregistré les artistes suivants :
- Screaming Lord Sutch and The Savages
- The Tornados
- The Honeycombs
- The Syndicats
- The Buzz
- Mike Berry
- The Outlaws
- The Moontrekkers
- Gene Vincent
- Billy Fury
- Deke Arlon and The Offbeats
- David John and The Mood
- John Leyton
- Geoff Goddard
- Petula Clark
- Lonnie Donegan
- Humphrey Lyttelton
- Diana Dors
- The Blue Men
- Tom Jones
- Tony Dangerfield and the Thrills
- Heinz and The Wild Boys
- Dave Adams
- Joy and Dave
- Chico Arnez
- Jimmy Miller and the Barbecues
- Mike Preston
- Emile Ford and the Checkmates
- Chris Williams and the Monsters
- Lance Fortune
- Peter Jay and the Jaywalkers
- Yolanda
- Big Jim Sullivan
- Ricky Wayne
- George Chakiris
- Michael Cox
- Frankie Vaughan
- Iain Gregory
- Danny Rivers
- Gerry Temple
- Cliff Bennett and the Rebel Rousers
- The Charles Blackwell Orchestra
- Don Charles
- The Stonehenge Men
- Andy Cavell
- The Dowlands
- Houston Wells and the Marksmen
- The Packabeats
- Jenny Moss
- Burr Bailey and the Six Shooters
- The Checkmates
- The Saints
- The Cameos
- Sounds Incorporated
- The Puppets
- The Beat Boys
- Mike Sarne
- The Ambassadors
- Pamela Blue
- Glenda Collins
- The Sharades
- Roger LaVern and the Microns
- Gunilla Thorne
- Kim Roberts
- Billie Davis
- Freddie Starr and the Midnighters
- Shade Joey and the Night Owls
- Flip and the Dateliners
- Valerie Masters
- Alan Dean and His Problems
- The Blue Rondos
- Peter Cook
- Jess Conrad
- The Saxons
- The Shakeouts
- Bobby Rio and The Revelles
- Peter London
- The Four Matadors
- The Cryin' Shames
- The Riot Squad
- The Millionaires
- The Impac
- Shirley Bassey
- Anne Shelton
- Kenny Graham and The Satellites
- Tommy Steele
- Chris Barber
- The Fabulous Flee-Rakkers
- Carter-Lewis and The Southerners
- Brian White & The Magna Jazz Band
- The Scorpions
- Ray Dexter and The Layabouts
- Neil Christian
- 'Kenny Hollywood
- Jamie Lee and The Atlantics
- Toby Ventura
- Wes Sands
- The Thunderbolts
- Silas Dooley Jr.
- Bobby Cristo and The Rebels
- Malcolm and The Countdowns
- The Diamond Twins
- The Hotrods
- Charles Kingsley Creation
- Danny's Passion
- The Classics

## Photographies
- Clive Bubley : "Images of Joe Meek, 1966"

## Filmographie
- Telstar: The Joe Meek Story (2008) - Un long métrage de Nick Moran et James Hicks, avec Con O'Neill dans le rôle de Joe Meek.
- The Very Strange Story of the Legendary Joe Meek 1991 documentaire de la série "Arena" pour la télévision Britannique.
- Live It Up! Live It Up! (titre US : Sing And Swing) 1963 film avec Burt Heinz, David Hemmings et Steve Marriott, ainsi que Gene Vincent, Jenny Moss, The Outlaws, Kim Roberts, Kenny Ball, Patsy Ann Noble et d'autres. Meek a écrit la plupart des chansons et la musique, dont une grande partie a été enregistrée par The Saints et produite par Meek.

## Postérité, hommages
- Le musicien français Richard Pinhas a enregistré, sous le pseudonyme de T.H.X, une reprise de Telstar publiée en 45t par Cobra en1978.
- La chanson White Noise Maker (Teenager of the Year) de Frank Black, évoque les circonstances de son suicide[réf. souhaitée].